# Portus Albus

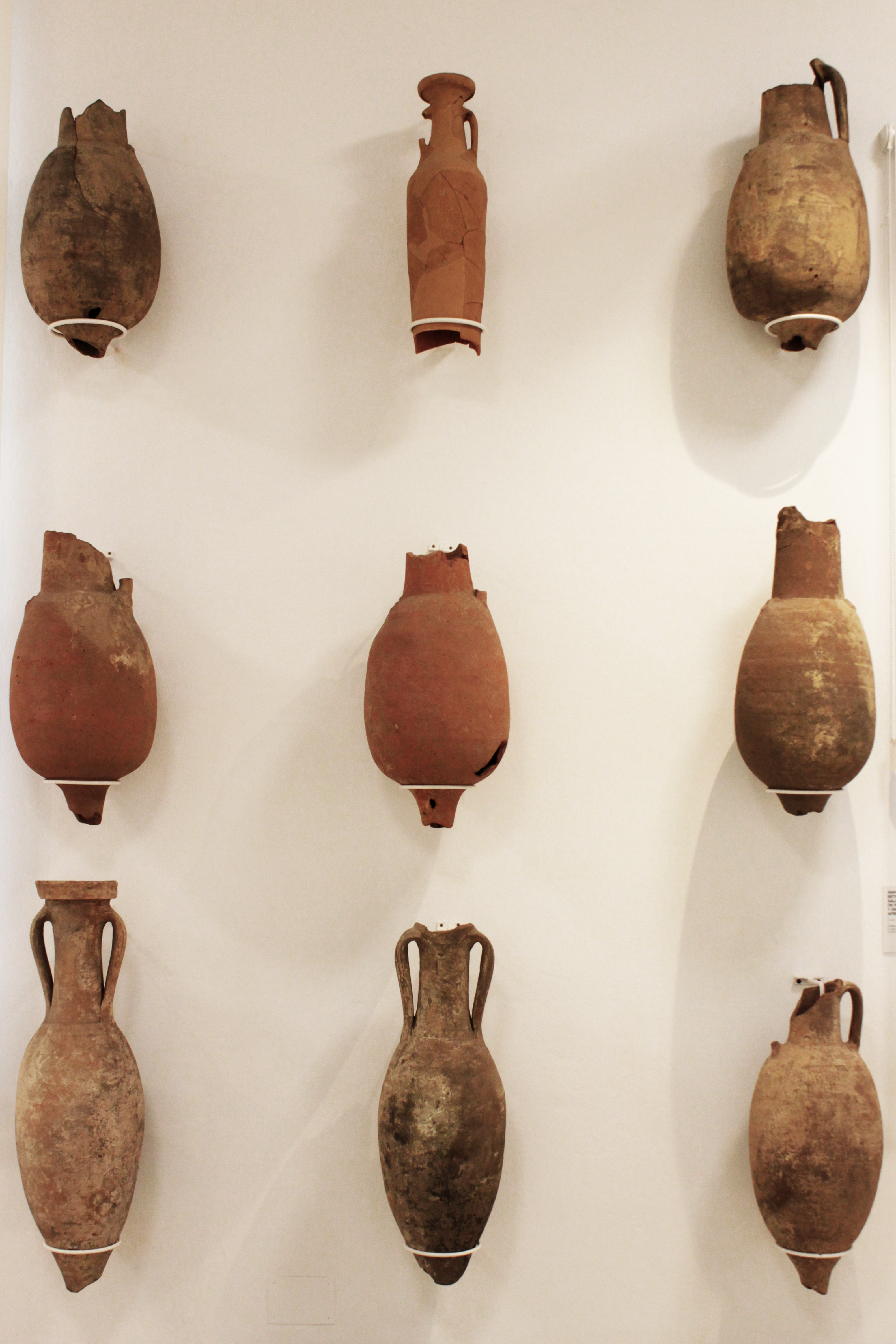
Ánforas de almacenamiento y transporte de garum localizadas en El Rinconcillo.

Portus Albus es el nombre de una mansio citada en el VI Itinerario de Antonino, situada a seis millas de Carteia y a 12 de Mellaria. Puede coincidir con la actual Algeciras, en la provincia de Cádiz, con la que suele identificarse, o bien con un pequeño puerto o embarcadero cercano al río Palmones, en la actual barriada de El Rinconcillo, donde se han localizado restos de salinas y un complejo industrial para la fabricación de ánforas descubierto en 1966. Probablemente esta ciudad actuara como equipamiento complementario a las factorías de salazones localizadas en Iulia Traducta (Algeciras), que muestran una intensa actividad comercial, portuaria y pesquera de época romana alrededor de la ciudad actual.
Otra posibilidad que baraja la arqueología actual es que Portus Albus sea el nombre dado al puerto de la ciudad de Iulia Traducta,  situado en la desembocadura del Río de la Miel o en la Isla Verde, y por ello es citada en el Itinerario Antonino mientras que Iulia Traducta no.